# Pijut
Pijut (hebr. פיוט, l.mn. pijutim) – żydowska poezja religijna tworzona w średniowieczu, od około V wieku w. przez poetów zwanych pajetanami. Powstawała w celu utrwalenia i rozpowszechniania historii żydowskiej w czasach prześladowań bizantyjskich. Swą ostateczną formę zawdzięcza poezji arabskiej; rym przyjął się dopiero w X wieku w. Dzięki pijut nastąpiło odrodzenie języka hebrajskiego po okresie dominacji aramejskiego. Najwybitniejszymi twórcami pijutim byli Jose ben Jose, Janaj, Szlomo ibn Gabirol, Eliezer Hakallir. Wiele pijutim zostało włączonych do żydowskiej liturgii.